# Hősi énekek
Hősi énekekl je hudební album skupiny Kárpátia. Vydáno bylo v roce 2005.

## Seznam skladeb
1. Kárpátok, zengjetek (3:35)
2. Abból a fából (4:21)
3. Lesz még (3:04)
4. Hősök (4:00)
5. Védd magad (Ne hagyd magad) (2:57)
6. Az én házam (3:10)
7. Karácsony (4:21)
8. Szél viszi messze (4:03)
9. Summáját írom (3:44)
10. Felvidéki táj (3:52)
11. Vándor (2:40)
12. Doberdó (2:25)